# Пшитулянка
Пшитулянка (пол. Przytulanka) — село в Польщі, у гміні Моньки Монецького повіту Підляського воєводства.
Населення — 337 осіб (2011).
У 1975-1998 роках село належало до Білостоцького воєводства.

## Демографія
Демографічна структура станом на 31 березня 2011 року:
|          | Загалом | Допрацездатний вік | Працездатний вік | Постпрацездатний вік |
| -------- | ------- | ------------------ | ---------------- | -------------------- |
| Чоловіки | 174     | 40                 | 112              | 22                   |
| Жінки    | 163     | 36                 | 86               | 41                   |
| Разом    | 337     | 76                 | 198              | 63                   |